# Unfalluntersuchungsstelle Bahnen und Schiffe
Die Unfalluntersuchungsstelle Bahnen und Schiffe (UUS) untersuchte Unfälle und gefährliche Ereignisse der Bahnen, des Linienbusverkehrs und der konzessionierten Schifffahrt in der Schweiz. Die UUS war eine Behörde der Schweizerischen Eidgenossenschaft und hatte den Auftrag, mit ihren Untersuchungen Unfälle und Gefahrensituationen zu verhüten.
Vor der Bahnreform untersuchte der Staatsbetrieb SBB die Unfälle in seinem Bereich selber. Mit der erfolgten Öffnung des schweizerischen Bahnnetzes für private  Eisenbahnverkehrsunternehmen wurde mit der UUS eine von der Aufsichtsbehörde Bundesamt für Verkehr unabhängige Untersuchungsstelle geschaffen. Die UUS hat am 1. Oktober 2000 ihre Tätigkeit aufgenommen.  
Die Untersuchungsstelle arbeitete unabhängig, aber koordiniert mit den kantonalen Polizei- und Justizbehörden. Ihre Untersuchungsberichte ermöglichten erstmals einen Überblick über das Unfallwesen bei den Schweizer Bahnen. Die USS zeigte auf, dass es zu mehr Vorfällen kam, als früher vermutet wurde. Die offene Dokumentierung trug viel zur Unfallverhütung bei den Transportunternehmen bei. 
Am 1. November 2011 wurde die Unfalluntersuchungsstelle Bahnen und Schiffe zusammen mit dem Büro für Flugunfalluntersuchungen (BFU) zur Schweizerischen Unfalluntersuchungsstelle (SUST) zusammengeführt.